# Papa Don't Preach

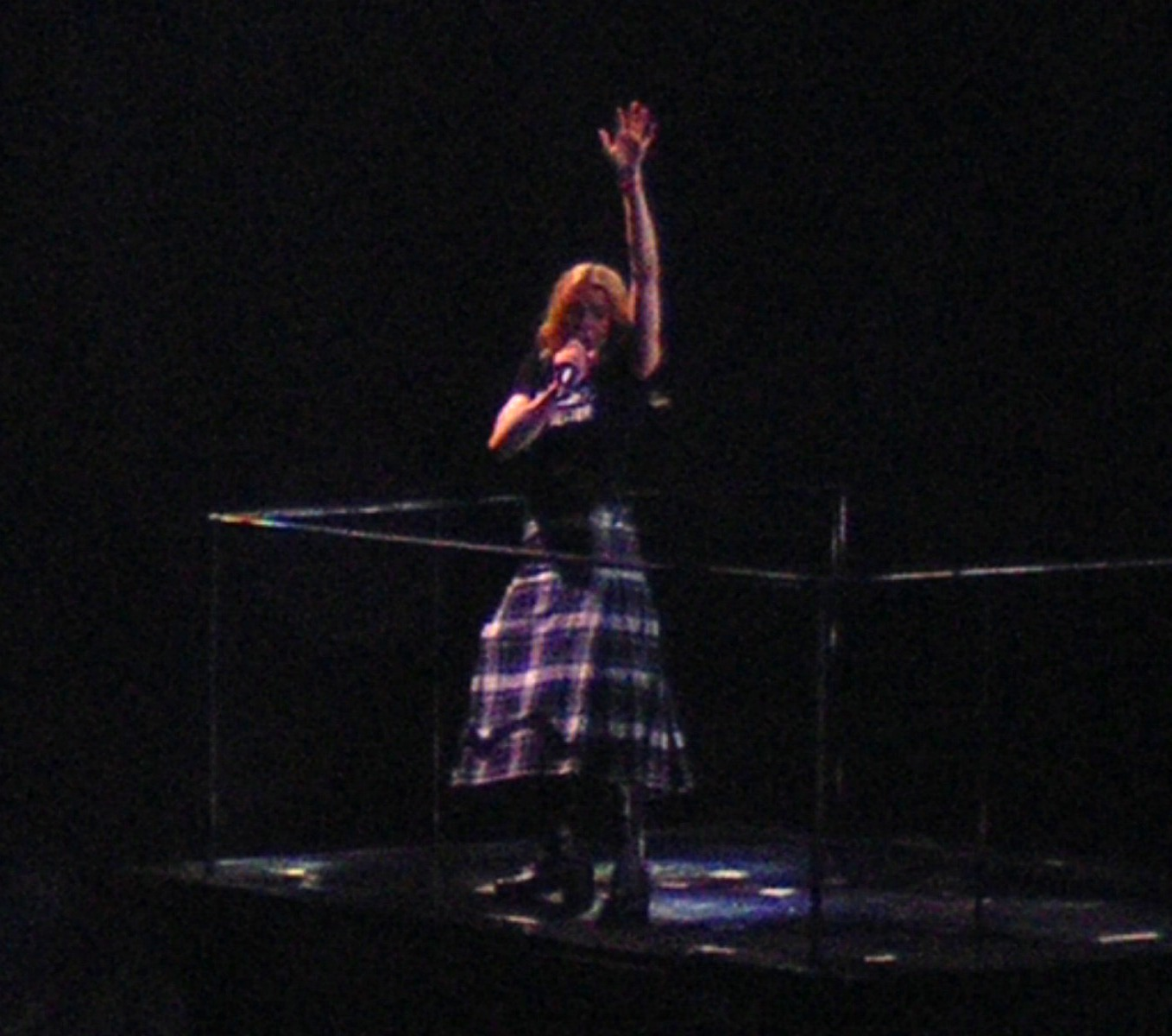
Madonna zingt Papa Don't Preach en Crazy for You

Papa Don't Preach is een nummer van de Amerikaanse zangeres Madonna. Op 11 juni 1986 werd het nummer op single uitgebracht als de tweede single van haar album True Blue, eveneens uit 1986.

## Achtergrond
De plaat werd wereldwijd een hit. In Madonna's thuisland de Verenigde Staten werd de nummer 1-positie behaald in de Billboard Hot 100. In o.a. het Verenigd Koninkrijk, Ierland, Canada, Australië, Finland, Denemarken, Noorwegen, Griekenland, Italië en Portugal werd ook de nummer 1-positie bereikt.
In Nederland was de plaat op vrijdag 20 juni 1986 Veronica Alarmschijf op Radio 3 en werd een gigantische hit in de destijds twee hitlijsten op de nationale publieke popzender. De plaat bereikte de 2e positie in de Nederlandse Top 40 en behaalde zelfs de nummer 1-positie in de Nationale Hitparade. In de Europese hitlijst op Radio 3, de TROS Europarade, werd eveneens de nummer 1-positie bereikt. De plaat stond maar liefst 11 weken op deze positie genoteerd.
In België bereikte de plaat de nummer 1-positie in zowel de voorloper van de Vlaamse Ultratop 50 als de Vlaamse Radio 2 Top 30.

## Informatie nummer
In Papa don’t Preach zingt Madonna over een tienermeisje dat aan haar vader bekent dat ze zwanger is en dat ze het kind wil houden en opvoeden. Deze single bracht commotie met zich mee omdat tienerzwangerschap vooral in Amerika als taboe werd gezien. De pers opperde dat Madonna zich met 'Papa' tot de paus richtte, die niet zo zou moeten preken als het om voorbehoedsmiddelen gaat.
De intro (door violen) van het lied wordt in 2006 gesampled in een ander nummer van Madonna: Let it will be van het album Confessions on a Dance Floor.

## Videoclip
In de videoclip van het nummer wordt de vader van Madonna gespeeld door acteur Danny Aiello. Haar vriend wordt vertolkt door Alex McArthur en Debi Mazar, die ook verscheen in de clips van True Blue, Justify My Love en Music, speelt de rol van haar vriendin. Madonna draagt in de clip een zwart T-shirt met in witte letters de tekst 'Italians do it better' erop. Veel later (tijdens de Re-Invention Tour) zou ze een soortgelijk T-shirt dragen met daarop de tekst 'Kabbalists do it better' (een verwijzing naar Madonna's geloof). Het shirt is Madonna's handelsmerk geworden nadat ze het ook droeg tijdens de Confessions Tour. In Nederland werd de videoclip destijds op televisie uitgezonden door de popprogramma's AVRO's Toppop, Countdown van Veronica en Popformule van de TROS.

## Hitnoteringen

### Nederlandse Top 40
| Papa Don't Preach in de Nederlandse Top 40 - binnen: 28 juni 1986 | Papa Don't Preach in de Nederlandse Top 40 - binnen: 28 juni 1986 | Papa Don't Preach in de Nederlandse Top 40 - binnen: 28 juni 1986 | Papa Don't Preach in de Nederlandse Top 40 - binnen: 28 juni 1986 | Papa Don't Preach in de Nederlandse Top 40 - binnen: 28 juni 1986 | Papa Don't Preach in de Nederlandse Top 40 - binnen: 28 juni 1986 | Papa Don't Preach in de Nederlandse Top 40 - binnen: 28 juni 1986 | Papa Don't Preach in de Nederlandse Top 40 - binnen: 28 juni 1986 | Papa Don't Preach in de Nederlandse Top 40 - binnen: 28 juni 1986 | Papa Don't Preach in de Nederlandse Top 40 - binnen: 28 juni 1986 | Papa Don't Preach in de Nederlandse Top 40 - binnen: 28 juni 1986 | Papa Don't Preach in de Nederlandse Top 40 - binnen: 28 juni 1986 | Papa Don't Preach in de Nederlandse Top 40 - binnen: 28 juni 1986 | Papa Don't Preach in de Nederlandse Top 40 - binnen: 28 juni 1986 | Papa Don't Preach in de Nederlandse Top 40 - binnen: 28 juni 1986 |
| Week                                                              | 1                                                                 | 2                                                                 | 3                                                                 | 4                                                                 | 5                                                                 | 6                                                                 | 7                                                                 | 8                                                                 | 9                                                                 | 10                                                                | 11                                                                | 12                                                                | 13                                                                |                                                                   |
| ----------------------------------------------------------------- | ----------------------------------------------------------------- | ----------------------------------------------------------------- | ----------------------------------------------------------------- | ----------------------------------------------------------------- | ----------------------------------------------------------------- | ----------------------------------------------------------------- | ----------------------------------------------------------------- | ----------------------------------------------------------------- | ----------------------------------------------------------------- | ----------------------------------------------------------------- | ----------------------------------------------------------------- | ----------------------------------------------------------------- | ----------------------------------------------------------------- | ----------------------------------------------------------------- |
| Nummer                                                            | 32                                                                | 13                                                                | 5                                                                 | 3                                                                 | 2                                                                 | 2                                                                 | 2                                                                 | 4                                                                 | 6                                                                 | 9                                                                 | 12                                                                | 17                                                                | 25                                                                | uit                                                               |

### Nationale Hitparade
Hitnotering: 28-06-1986 t/m 04-10-1986. Hoogste notering: #1 (1 week).

### TROS Europarade
Hitnotering: 05-07-1986 t/m 07-12-1986. Hoogste notering: #1 (11 weken).

### NPO Radio 2 Top 2000
| Nummer met noteringen in de NPO Radio 2 Top 2000 | '00  | '01  | '02  | '03  | '04  | '05  | '06  | '07 | '08  | '09  | '10  | '11-'12 | '13  | '14  | '15-'16 | '17  | '18  |
| ------------------------------------------------ | ---- | ---- | ---- | ---- | ---- | ---- | ---- | --- | ---- | ---- | ---- | ------- | ---- | ---- | ------- | ---- | ---- |
| Papa Don't Preach                                | 1000 | 1621 | 1586 | 1457 | 1505 | 1603 | 1897 | -   | 1862 | 1926 | 1577 | -       | 1998 | 1769 | -       | 1915 | 1828 |

1. ↑  Een '-' betekent dat het nummer niet was genoteerd en een vetgedrukt getal geeft de hoogste notering aan.
2. ↑  2000 was het eerste jaar met een notering voor dit nummer.
3. ↑  Deze tabel is bijgewerkt tot en met de laatste editie (2024).